# 허영만
허영만(許英萬, 1947년 6월 26일~)은 대한민국의 만화가이다.
본관은 양천이며, 본명은 허형만이다.

## 생애
1947년 전라남도 지금의 여수시에서 팔남매 중 셋째로 태어났다. 허영만의 아버지는 일제강점기 때 순사(巡査)였으며, 해방 후 얼마 동안은 경찰로 봉직하였다. 1948년에 여순사건이 일어나면서 경찰의 가족이었던 그의 가족은 죽음의 문턱에 처하기도 하였다. 그 후 허영만의 아버지는 잠시 여수교육청에서 공무원으로 일했으며, 어머니는 여수시장에서 솥, 유리, 스테인리스 그릇 등을 파는 양은그릇 대리점을 운영한 자영업자로 일하면서 팔남매 가족의 생계를 꾸려나갔다. 하지만 아버지가 친구와 동업으로 차린 멸치어장 사업이 실패하는 등의 불운으로 가세가 기울어, 대학교에서 서양화를 전공하여 화가가 되겠다는 꿈을 포기하고 돈을 많이 벌 수 있다는 만화가가 되기로 결심하였다. 
허영만은 여수고등학교를 졸업하자마자 서울로 올라가 바로 만화가 박문윤의 문하생을 시작하였고 만화가 이향원의 문하생으로 일하다 1974년 소년한국일보 신인만화공모전에 당선되어 만화계에 데뷔하였다.
이후 50여년간 200편 이상의 작품과 15만 페이지 이상의 작품을 창작하였고 이 공로를 인정받아 2010년 목포대학교에서 명예문학박사 학위를 수여받았다.

## 학력
- 여수고등학교 졸업

## 소개
- 만화가 허영만은 한국 만화계의 산 역사로 불리며, 50년 이상 작품 활동에 몰두하며 대중과 소통해 왔다. 1974년 한국일보 신인만화공모전에서 당선되어 만화계에 입문했으며, 이후 《각시탈》, 《타짜》, 《식객》, 《날아라 슈퍼보드》 등 한국 만화사의 전설로 남을 다양한 작품을 창작하며 대중성과 작품성을 동시에 인정받았다.
- 작품을 통해 단순히 오락적 요소를 넘어 시대의 흐름과 사회적 메시지를 담아냈다. 《각시탈》은 일제강점기를 배경으로 독립운동가의 투쟁을 그리며 한국인의 민족적 자긍심을 자극했고, 《타짜》는 인간 욕망의 본질을 탐구하는 독창적인 서사를 통해 독자들에게 강렬한 인상을 남겼다. 또한 《식객》을 통해 한국 음식 문화를 깊이 있게 탐구하며, 지역적이고 전통적인 음식의 가치를 새롭게 조명했다.
- 작품 제작에 있어 철저한 자료조사를 바탕으로 현실감을 살려냈다. 《식객》 제작을 위해 한국 전역을 직접 탐방하며 음식을 경험하고 기록했으며, 이를 통해 만화를 예술적 표현의 한계를 넘어서는 문화적, 사회적 도구로 활용했다. 세심한 접근은 독자들에게단순한 읽을거리를 넘어선 학습적이고 감동적인 경험을 선사했다.
- 나이가 들어서도 새로운 도전을 두려워하지 않았다. 웹툰 시대에 맞춰 새로운 플랫폼에서 작품을 선보이며 전통적인 종이 만화와 디지털 만화를 잇는 교량 역할을 수행했다. 최근에는 주식과 같은 현대적이고 실용적인 주제를 만화에 녹여내며 젊은 세대와의 소통을 지속적으로 시도했다.
- 단순히 작품 활동에 그치지 않고, 후배 양성과 산업 발전에도 기여했다. 문하생인 윤태호 작가(《미생》)를 비롯한 많은 후배 작가들이 그 영향 아래 성장하며 한국 만화의 저변을 확대했다. 후배들에게 길을 열어주는 멘토로서도 존경받았다.
- 작품으로는 《각시탈》,《태양을향해달려라》,《짚신왕자》,《무당거미》,《변칙복서》,《사마귀》,《카멜레온의시》,《10번타자》,《고독한기타맨》,《제7구단》,《오한강》,《허슬러》,《블랙홀》,《초감각전쟁》,《날아라수퍼보드》,《망치》,《아스팔트 사나이》,《미스터Q》,《비트》,《사랑해》,《타짜》,《사랑해》,《식객》,《부자사전》,《꼴》,《동의보감》,《커피한잔할까요》 등 200여 작품을 창작했다.

## 작품
| 연도 | 작품명                           | 연재                     | 단행본                                           | 소재               | 비고 |
| ---- | -------------------------------- | ------------------------ | ------------------------------------------------ | ------------------ | --- |
| 1974 | 《집을 찾아서》                  | 소년한국도서             |                                                  | 강아지             | 제2회 신인만화공모 데뷔 |
| 1974 | 《총소리》                       |                          |                                                  |                    | |
| 1974 | 《빛좋은 개살구》                |                          |                                                  |                    | |
| 1974 | 《각시탈》                       | 소년한국일보 월간 우등생 | 소년한국일보 부길문고 땡이문고 그림문고 백조문고 | 항일 격투 태껸     | 소년한국일보 Ver.(1970년대) 《각시탈 배신자》 《각시탈과 배신자는 누구냐》 《각시탈과 흙》 《각시탈 물속에서의 싸움》 《각시탈의 분노》 《각시탈의 대폭파》 《각시탈과 곡예단》 《각시탈의 후회》 물개만화 Ver.(1980년) 《각시탈 1 휘파람소리》 《각시탈 2 물속의 대결》 《각시탈 3 연》 《각시탈 4 허수아비》 《각시탈 5 작은 도전》 《각시탈 6 배신자(상)》 《각시탈 7 배신자(하)》 《각시탈 8 끝없는 투쟁(상)》 《각시탈 9 끝없는 투쟁(하)》 《각시탈 10 흙》 《각시탈 11 각시탈의 외침(상)》 《각시탈 12 각시탈의 외침 (하)》 백조문고 Ver.(1984년) 《정권찌르기》 2012년 KBS 드라마화 |
| 1975 | 《심판수첩과 혼혈아》            |                          | 땡이문고                                         | 복싱               | |
| 1975 | 《심판수첩과 겨울노래》          |                          | 땡이문고                                         |                    | |
| 1976 | 《학도병》                       |                          |                                                  |                    | |
| 1976 | 《주먹황제 히라소니》            |                          |                                                  |                    | 이재학 대필 |
| 1977 | 《동래학춤》                     |                          |                                                  | 동래학춤 예술      | |
| 1977 | 《북소리》                       | 월간 우등생              |                                                  | 모험               | |
| 1977 | 《내 철권을 보라》               |                          |                                                  |                    | |
| 1977 | 《호움런을 쳐라》                |                          | 소년한국일보                                     | 야구               | |
| 1977 | 《여기는 우리땅》                |                          |                                                  |                    | |
| 1977 | 《우리집 몽실이》                |                          |                                                  |                    | |
| 1977 | 《돌풍》                         |                          |                                                  |                    | |
| 1977 | 《강속구를 쳐라》                |                          | 소년한국일보                                     | 야구               | |
| 1977 | 《바뀐 타자의 초구를 노려라》    |                          |                                                  |                    | |
| 1978 | 《진짜 승부》                    |                          |                                                  |                    | |
| 1978 | 《태평양은 알고 있다》           | 어깨동무                 | 호림문고                                         |                    | |
| 1978 | 《호랑이와 할아버지》            |                          |                                                  |                    | |
| 1978 | 《약돌이 탐정》                  | 어깨동무                 |                                                  |                    | |
| 1979 | 《산골 아이》                    |                          |                                                  |                    | |
| 1979 | 《마지막 겨울》                  |                          |                                                  |                    | |
| 1979 | 《우리 엄마》                    |                          |                                                  |                    | |
| 1979 | 《자랑스런 도전》                |                          |                                                  |                    | |
| 1979 | 《태양이 있는 곳에》             |                          |                                                  |                    | |
| 1979 | 《우주 흑기사》                  |                          |                                                  | SF                 | |
| 1979 | 《태양을 향해 달려라》           | 어깨동무                 | 클로버문고 요요코믹스                            | 야구               | |
| 1979 | 《내가 있다》                    | 소년생활                 |                                                  | 복싱               | |
| 1979 | 《밀림의 북소리》                | 어깨동무                 |                                                  | 모험               | 아들 이름인 '이석균'으로 연재 |
| 1980 | 《나의 갈길은》                  |                          |                                                  | 복싱               | |
| 1980 | 《오빠 이야기》                  |                          |                                                  | 복싱               | |
| 1980 | 《5인의 표류자》                 |                          |                                                  |                    | |
| 1980 | 《뛰어라 강토》                  |                          |                                                  | 축구               | |
| 1980 | 《짚신 왕자》                    | 어깨동무                 |                                                  |                    | 1988년《짚세기 신고 왔소이다》 대본소 만화로 재출간 |
| 1980 | 《잠비지강의 달무리》            | 어깨동무                 |                                                  | 모험               | |
| 1980 | 《저녁 노을에 지다》             | 주간스포츠               |                                                  | 야구               | |
| 1981 | 《두 번째 승부》                 |                          | 민들레사                                         |                    | |
| 1981 | 《귀향》                         |                          |                                                  |                    | |
| 1981 | 《자업자득》                     |                          |                                                  |                    | |
| 1981 | 《1대4》                         |                          |                                                  |                    | |
| 1981 | 《안녕 쌤》                      |                          | 까투리문고                                       |                    | 《집을 찾아서》재판 |
| 1981 | 《무당거미》                     |                          |                                                  | 복싱               | |
| 1981 | 《무당거미 멕시코를 가다》       |                          |                                                  | 복싱               | |
| 1981 | 《무당거미 스트레이트냐 훅이냐》 |                          |                                                  | 복싱               | |
| 1981 | 《무당거미 라스베가스를 가다》   |                          |                                                  | 복싱               | |
| 1982 | 《10번 타자》                    | 학생과학                 | 요요코믹스                                       | 야구 발명          | |
| 1982 | 《태풍의 다이아몬드》            | 보물섬                   |                                                  | 야구 한센병        | 단행본 《마운드의 두 얼굴》 |
| 1982 | 《쇠퉁소》                       | 어깨동무                 |                                                  | 항일               | |
| 1982 | 《변칙 복서》                    | 새소년                   | 클로버문고                                       | 복싱 발레 태권도   | |
| 1982 | 《돌 주먹》                      |                          |                                                  |                    | |
| 1982 | 《태풍 스트라이크》              | 어깨동무                 | 백조출판사                                       | 야구               | |
| 1983 | 《트라이앵글 타율》              |                          |                                                  | 야구               | |
| 1983 | 《욕망의 수레바퀴》              |                          |                                                  |                    | |
| 1983 | 《겨울로 가는 복서》             |                          |                                                  | 복싱               | |
| 1983 | 《무당거미와 통합타이틀전》      |                          |                                                  | 복싱               | |
| 1983 | 《안타왕》                       |                          |                                                  | 야구               | |
| 1983 | 《검은 글러브》                  | 새소년                   |                                                  | 야구               | |
| 1983 | 《왕부리》                       | 소년경향                 |                                                  | 복싱               | |
| 1984 | 《황금충》                       |                          |                                                  |                    | |
| 1984 | 《무궁화 필때까지》              |                          |                                                  |                    | |
| 1984 | 《사마귀》                       | 소년중앙                 |                                                  | 복싱               | |
| 1984 | 《여우와 너구리》                | 주간스포츠               |                                                  | 야구 김일융 장명부 | |
| 1984 | 《도롱뇽구단의 골치덩어리들》    |                          |                                                  |                    | |
| 1984 | 《칫솔 한개》                    |                          |                                                  |                    | |
| 1984 | 《장미꽃 타자》                  |                          |                                                  |                    | 단편 |
| 1985 | 《흑기사》                       | 어깨동무                 |                                                  | 야구               | |
| 1985 | 《1+1+1》                        |                          |                                                  |                    | |
| 1985 | 《제7구단》                      | 보물섬                   | 타임                                             | 야구               | 2013년 영화화 《미스터 고》 |
| 1985 | 《봄 여름 가을 겨울》            |                          | 민들레사                                         | 축구               | |
| 1985 | 《두 얼굴》                      | 새소년                   |                                                  |                    | |
| 1985 | 《무당거미와 노랑머리》          |                          | 민들레사                                         |                    | |
| 1985 | 《무당거미와 괴인해왕성》        |                          |                                                  |                    | |
| 1985 | 《장미 하나 사랑 둘》            |                          |                                                  | 멜로               | |
| 1985 | 《아스팔트 위의 광풍》           | 주간스포츠               |                                                  | 야쿠자             | |
| 1985 | 《담배 한개비》                  | 만화광장                 | 향지서                                           | 복싱               | |
| 1986 | 《퇴역전선》                     |                          |                                                  | 기업               | 1987년 MBC 드라마화 |
| 1986 | 《카멜레온의 시》                |                          | 민들레사                                         | 복싱               | 1988년 영화화 |
| 1986 | 《도시의 밤송이》                |                          | 민들레사                                         | 유도               | |
| 1986 | 《단막극을 위한 소나타》         |                          | 백조출판사                                       |                    | |
| 1986 | 《2시간 10분》                   | 어깨동무                 |                                                  | 마라톤             | |
| 1987 | 《고독한 기타맨》                |                          |                                                  | 음악               | |
| 1987 | 《오! 한강》                     | 만화광장                 | 원정출판사 타임                                  | 근현대사           | 문화공보부지원 |
| 1987 | 《비와 트럼펫》                  |                          | 민들레사                                         |                    | |
| 1987 | 《동체이륙》                     |                          |                                                  | 오토바이           | |
| 1987 | 《질 수 없다》                   |                          | 백조출판사                                       | 야구 장훈          | 다른제목 《조센진 하리모토》 |
| 1987 | 《잠보》                         | 보물섬                   |                                                  | 검도               | |
| 1987 | 《야구타령》                     | 새소년                   |                                                  | 야구               | |
| 1988 | 《사각의 링》                    |                          |                                                  | 복싱               | |
| 1988 | 《세 번째 글러브》               |                          | 민들레사                                         | 복싱               | |
| 1988 | 《벽》                           | 매주만화                 |                                                  | 기업 재벌          | |
| 1988 | 《K킹 강토》                     | 주간야구                 |                                                  | 야구               | |
| 1988 | 《링의 골칫덩이들》              |                          | 민들레사                                         | 복싱               | |
| 1988 | 《미스터 손》                    | 만화왕국                 | 요요코믹스                                       |                    | 《날아라 슈퍼보드》TV애니화 |
| 1988 | 《대머리 감독님》                | 주간야구                 |                                                  | 야구 전두환        | |
| 1989 | 《형제》                         |                          |                                                  |                    | |
| 1989 | 《황금산장》                     |                          |                                                  |                    | |
| 1989 | 《허슬러》                       |                          |                                                  | 당구               | |
| 1989 | 《허슬러 대 허슬러》             |                          |                                                  | 당구               | |
| 1989 | 《48+1》                         |                          |                                                  | 도박               | 1995년 영화화 |
| 1989 | 《청동미르》                     |                          |                                                  | 복수               | |
| 1989 | 《금간종》                       |                          |                                                  |                    | |
| 1990 | 《블랙홀》                       |                          |                                                  |                    | |
| 1990 | 《화이트홀》                     |                          |                                                  |                    | |
| 1990 | 《날아라 슈퍼보드》              | 만화왕국                 |                                                  |                    | |
| 1990 | 《나스카의 메세지》              |                          |                                                  |                    | |
| 1990 | 《미로학습》                     |                          |                                                  |                    | |
| 1990 | 《망치》                         | 아이큐 점프              |                                                  |                    | |
| 1990 | 《퇴색공간》                     |                          |                                                  |                    | |
| 1990 | 《초감각 전쟁》                  |                          |                                                  |                    | |
| 1990 | 《0점 인간》                     |                          |                                                  |                    | |
| 1990 | 《라틴아메리카》                 |                          |                                                  |                    | |
| 1990 | 《소크라테스 클럽》              |                          | 타임                                             |                    | |
| 1991 | 《땅콩과 라면》                  |                          |                                                  | 경찰               | |
| 1991 | 《아스팔트 사나이》              |                          |                                                  | 자동차             | 1995년 SBS 드라마화 |
| 1991 | 《추락하는 용은 날개가 있다》    |                          |                                                  | 경제 김대중        | |
| 1991 | 《세상은 넓고 할일은 많다》      | 스포츠조선               |                                                  |                    | |
| 1992 | 《굿바이 아메리카》              |                          |                                                  |                    | |
| 1992 | 《들개이빨》                     |                          |                                                  | 야쿠자             | |
| 1992 | 《무저갱》                       |                          |                                                  |                    | |
| 1993 | 《미스터Q》                      |                          | 팀매니아                                         | 기업 속옷          | 1998년 SBS 드라마화 |
| 1994 | 《비트》                         |                          | 대원문화                                         | 청춘 파이트        | 1997년 영화화 |
| 1994 | 《19번 홀》                      |                          |                                                  | 골프               | |
| 1994 | 《오늘은 마요일》                |                          |                                                  | 경마               | |
| 1995 | 《닭목을 비틀면 새벽은 안온다》  | 스포츠조선               |                                                  | 정치               | |
| 1995 | 《고려장》                       |                          |                                                  |                    | |
| 1995 | 《1977년》                       |                          |                                                  |                    | 단편집 |
| 1995 | 《세일즈맨》                     |                          | 서울문화사                                       | 자동차 영업        | |
| 1995 | 《망치 2》                       |                          |                                                  |                    | |
| 1996 | 《킹메이커》                     | 일요신문                 |                                                  |                    | |
| 1997 | 《안개꽃 카페》                  | 일요신문                 | 타임                                             |                    | |
| 1997 | 《제3의 눈》                     |                          | 타임                                             |                    | |
| 1998 | 《넥타이》                       |                          | 타임                                             |                    | |
| 1998 | 《짜장면》                       | 부킹                     | 학산문화사                                       | 짜장면             | 작가교체 |
| 2000 | 《타짜》                         | 스포츠조선               |                                                  | 도박               | 2006년 영화화 2008년 SBS 드라마화 2014년 영화화 |
| 2000 | 《살라망드르》                   |                          |                                                  | 바둑               | |
| 2000 | 《사랑해》                       | 스포츠조선               |                                                  | 가족 육아          | 2008년 SBS 드라마화 |
| 2001 | 《노상방요 닷컴》                |                          |                                                  |                    | |
| 2001 | 《해탈이》                       |                          |                                                  |                    | |
| 2003 | 《식객》                         | 동아일보 파란 쿡인터넷존 |                                                  | 요리               | 2007년 영화화 2008년 SBS 드라마화 2010년 영화화 |
| 2003 | 《부자사전》                     | 스포츠조선               |                                                  |                    | |
| 2007 | 《꼴》                           | 다음 웹툰                |                                                  | 관상               | |
| 2007 | 《고향기찻길》                   | 해피트레인               |                                                  | 철도               | |
| 2011 | 《말에서 내리지 않는 무사》      |                          |                                                  |                    | |
| 2013 | 《허허 동의보감》                |                          | 시루                                             | 건강               | |
| 2015 | 《커피 한잔 할까요?》            | 미스터블루               | 예담                                             | 커피               | |
| 불명 | 《그라운드의 표범》              | 소년경향                 |                                                  | 야구               | |
| 불명 | 《바다를 향한 사람들》           |                          |                                                  |                    | |
| 불명 | 《라스트 퍼팅》                  | goodday                  |                                                  | 골프               | |
| 불명 | 《미스터108》                    |                          |                                                  |                    | |
| 불명 | 《카스체이의 서막》              |                          |                                                  |                    | |
| 불명 | 《생존회로》                     |                          |                                                  |                    | |

### 그 외 도서
- 2007년 《대한민국 식객요리》
- 2008년 《뉴질랜드 캠퍼밴 여행》
- 2010년 《허영만과 열 세 남자 집 나가면 생고생 그래도 나간다》
- 2011년 《한 권으로 보는 꼴》
- 2011년 《허영만 맛있게 잘 쉬었습니다》
- 2017년 《서울시립교향악단》 달력 (유료 회원 혜택)[6]

## 영상화된 작품
| 연도 | 장르     | 채널     | 원작                     | 작품명                | 출연                                   |
| ---- | -------- | -------- | ------------------------ | --------------------- | -------------------------------------- |
| 1978 | 영화     |          | 《각시탈》               | 《각시탈 철면객》     | 김추련, 김선옥, 김기주, 장일도         |
| 1979 | 극장애니 |          | 《우주의 흑기사》        | 《우주 흑기사》       |                                        |
| 1986 | 극장애니 |          | 《각시탈》               | 《각시탈》            |                                        |
| 1987 | 드라마   | MBC      | 《퇴역전선》             | 《퇴역전선》          | 정동환, 박규채, 강문영, 방희           |
| 1988 | 영화     |          | 《카멜레온의 시》        | 《카멜레온의 시》     | 민규, 박준규, 문혜경, 전무송           |
| 1989 | TV애니   | KBS1     | 《미스터 손》            | 《날아라 슈퍼보드 1》 |                                        |
| 1990 | TV애니   | KBS1     | 《미스터 손》            | 《날아라 슈퍼보드 2》 |                                        |
| 1991 | TV애니   | KBS1     | 《미스터 손》            | 《날아라 슈퍼보드 3》 |                                        |
| 1994 | 드라마   | SBS      | 《아스팔트 사나이》      | 《아스팔트 사나이》   | 이병헌, 최진실, 정우성, 이영애         |
| 1994 | 영화     |          | 《48+1》                 | 《48+1》              | 김명곤, 박상민, 전무송, 진주희         |
| 1996 | 영화     |          | 《비트》                 | 《비트》              | 정우성, 고소영, 유오성, 임창정         |
| 1997 | TV애니   | KBS1     | 《미스터 손》            | 《날아라 슈퍼보드 4》 |                                        |
| 1998 | 드라마   | SBS      | 《미스터Q》              | 《미스터Q》           | 김민종, 김희선, 송윤아, 권해효         |
| 2000 | TV애니   | KBS1     | 《미스터 손》            | 《날아라 슈퍼보드 5》 |                                        |
| 2003 | 극장애니 |          | 《망치》                 | 《해머보이 망치》     |                                        |
| 2006 | 영화     |          | 《타짜 1부:지리산 작두》 | 《타짜》              | 조승우, 김혜수, 백윤식, 유해진         |
| 2007 | 영화     |          | 《식객》                 | 《식객》              | 김강우, 임원희, 이하나, 정은표         |
| 2008 | 드라마   | SBS      | 《사랑해》               | 《사랑해》            | 안재욱, 서지혜, 공형진, 조미령         |
| 2008 | 드라마   | SBS      | 《식객》                 | 《식객》              | 김래원, 남상미, 권오중, 김소연         |
| 2008 | 드라마   | SBS      | 《타짜》                 | 《타짜》              | 장혁, 한예슬, 김민준, 강성연           |
| 2010 | 영화     |          | 《식객》                 | 《식객: 김치전쟁》    | 김정은, 진구, 왕지혜, 이보희           |
| 2011 | 드라마   | KBS2     | 《각시탈》               | 《각시탈》            | 주원, 진세연, 박기웅, 한채아, 신현준   |
| 2012 | 영화     |          | 《제7구단》              | 《미스터 고》         | 서교, 성동일, 김강우                   |
| 2013 | 영화     |          | 《타짜 2부:신의 손》     | 《타짜: 신의 손》     | 최승현, 신세경, 이하늬, 곽도원, 유해진 |
| 2020 | 드라마   | 카카오TV | 《커피 한잔 할까요?》    | 《커피 한잔 할까요?》 | 박호산, 옹성우                         |

## TV 출연

### 방송
- 1991년 10월 14일, 1992년 7월 9일, 1995년 7월 7일 KBS 《퀴즈탐험 신비의 세계》
- 1996년 3월 6일 KBS 《가족오락관》
- 2015년 5월 4일 JTBC 《비정상회담》 게스트 출연
- 2015년 5월 18일 SBS 《힐링캠프》 게스트 출연
- 2015년 JTBC 《섬으로 가자》
- 2019년 5월 14일 ~ 현재 TV조선 《식객 허영만의 백반기행》
- 2022년 11월 13일 ~ 2023년 1월 29일 TV조선 《낭만비박 집단가출》
- 2023년 9월 10일 ~ 11월 5일 KBS2 《K푸드쇼 '맛의 나라'》
- 2023년 11월 13일 채널A 《4인용 식탁》 게스트 출연

### 영화
- 식객 - 특별출연

## 수상
- 2024년 전남도립미술관 특별 초대전
- 2024년 한국소비자포럼 브랜드 고객 충성도 대상 수상
- 2022년 대한민국 보관문화훈장
- 2020년 광복회 역사정의실천 만화가 선정
- 2019년 SICAF 어워드 만화부문 공로대상 수상
- 2016년 주프랑스 한국문화원 허영만 특별전
- 2014년 서울 김장문화제 홍보대사
- 2010년 SICAF 2010 특별전시 허영만의 길
- 2009년 시카프 어워드 만화부문 수상[7]
- 2009년 경기국제보트쇼 및 코리아매치컵 세계요트대회 홍보대사
- 2009년 자랑스러운 전남인상 수상
- 2008년 제9회 대한민국 국회대상 만화부문 수상
- 2007년 한국철도공사 KTX 홍보대사
- 2007년 여수세계박람회 명예홍보대사
- 2007년 제7회 고바우 만화상 수상
- 2006년 환경재단 2006 세상을 밝게 만든 100인 선정
- 2005년 이탈리아 나폴리 코믹콘 특별초대전
- 2004년 대한민국 만화대상 수상
- 2004년 제7회 부천국제만화축제(BICOF) 비코프 대상 수상
- 2004년 문화관광부 오늘의 우리만화 수상
- 1974년 한국일보 신인만화공모전 당선